# Univerzita Istvána Széchenyiho
Univerzita Istvána Széchenyiho (maďarsky Széchenyi István Egytem, zkr. SZE) je univerzita v maďarských městech Győr a Mosonmagyaróvár. Univerzita byla založena v  roce 1968. Má vynikající reputaci v oborech mechanického inženýrství a elektroinženýrství. Úzce spolupracuje s německou automobilkou Audi.
Instituce nese od roku 1986 jméno uherského šlechtice a "největšího Maďara" Štěpána (Istvána) Széchenyiho. Univerzita nabízí několik kurzů BA/BSc a MA/MSc a také doktorské programy.

## Historie

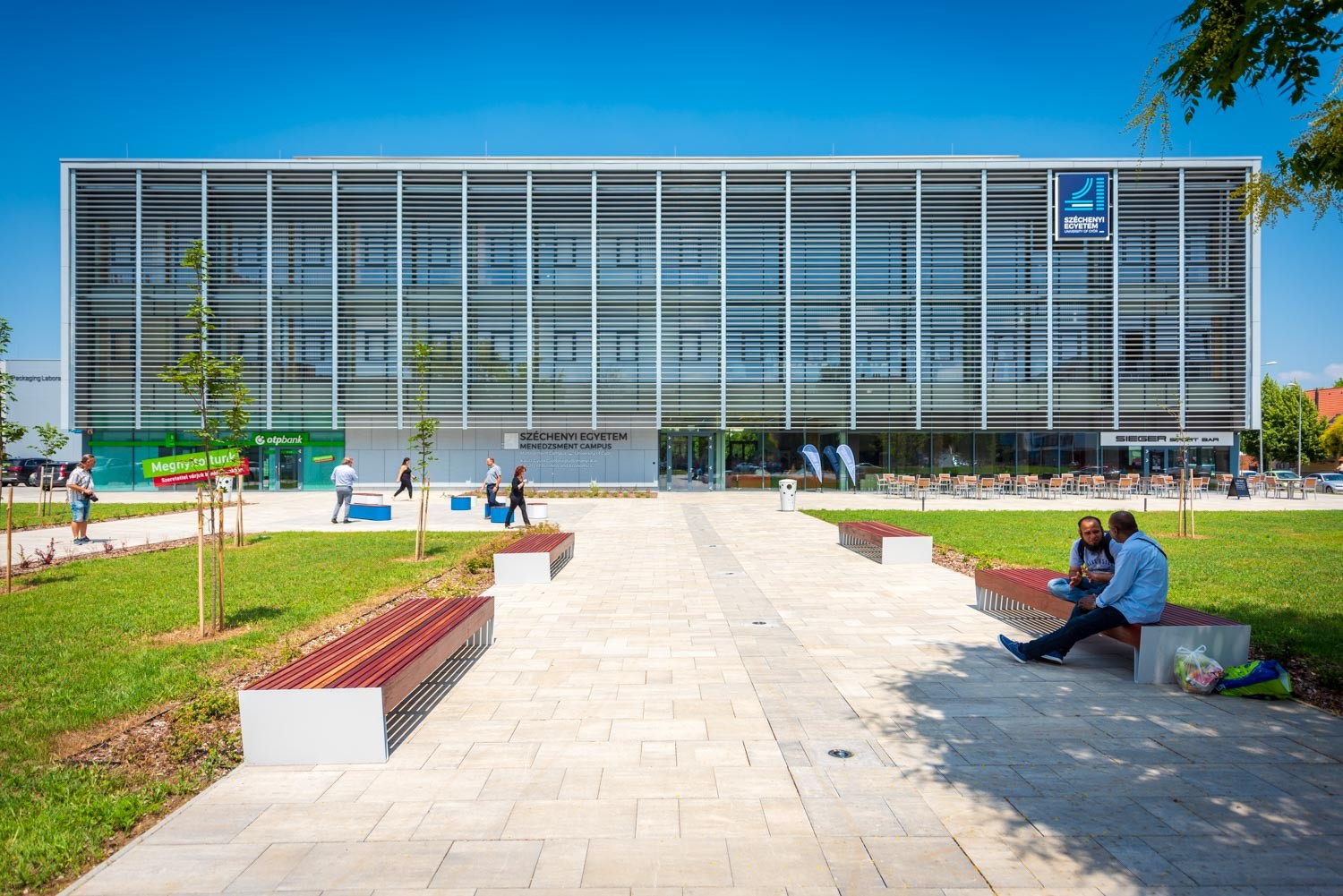
Kampus univerzity

V roce 1963 učinila maďarská vláda rozhodnutí o založení univerzity architektury. V roce 1968 bylo rozhodnutí změněno s požadavkem na vybudování univerzity spojů a v témže roce byla skutečně založena Technická fakulta dopravy a spojů, předchůdce dnešní univerzity. Budova univerzity jako jediná v Maďarsku vznikla přímo pro účely vzdělávání. Byla postavena v malebném ohybu Mosonského Dunaje nedaleko barokního centra města. Na počátku 90. let 20. století vznikl kromě technických studií požadavek také na ekonomické, medicínské a sociální obory. V roce 1995 zde Univerzita Loránda Eötvöse zřídila oddělení právnických studií, které jsou od roku 2002 pod hlavičkou Univerzity Istvána Széchenyiho.

## Fakulty
Univerzita poskytuje vzdělání na devíti fakultách a čtyřech doktorských školách:
- Fakulta Jánose Apáczaie Csereho
- Fakulta automobilového strojírenství Audi Hungaria
- Fakulta práva a politologie Ference Deáka
- Fakulta zemědělství a potravinářství (její předchůdce byla založena v roce 1818, fakulta byla k univerzitě připojena v roce 2016)
- Fakulta architektury, stavební a dopravní
- Fakulta humanitních studií
- Fakulta zdravotnická a sportovní
- Fakulta strojírenství, informatiky a elektroinženýrství
- Ekonomická fakulta Gyuly Kautze
- Doktorské studium práva a politologie Archivováno 28. 4. 2022 na Wayback Machine.
- Doktorské studium víceooborového strojírenství
- Doktorské studium regionálních a ekonomických věd
- Víceooborové doktorské studium rostlin, živočichů a potravinářství Antala Wittmanna

## Rozvoj
V květnu 2008 bylo otevřeno nové architektonické studio, které vzniklo přestavbou staré budovy. Univerzita Istvána Széchényiho zvítězila ve výběrovém řízení na zlepšení veřejného vybavení. Univerzita pracuje na několika projektech včetně AUTOPOLIS, výstavby nové budovy, která má zvýšit kapacitu univerzity a současně bude sloužit pro výzkumné účely a rozvoj. V rámci projektu má být přemístěna lávka pro pěší a postavena dvě vícepatrová parkoviště. Plánované dokončení projektu bylo v roce 2011.

## Studentský život
Univerzita v Győru nabízí také různé příležitosti k volnočasovým aktivitám. Každoročně se zde pořádá Széchenyiho týden, kam jsou zvány význačné osobnosti Maďarska (spisovatelé, herci apod.). Univerzita nabízí možnosti sportovního vyžití (veslování, kopaná, plavání atd.). Během Széchenyiho týdne se také konají Széchenyiho závody.